# 鄭秀赫
鄭秀赫（朝鮮語: 정수혁；英語: Jong Su-Hyok；1987年4月30日—），朝鮮足球運動員，入選過朝鮮國家奧運足球隊和朝鮮國家足球隊。曾經效力於朝鮮足球聯賽球會月尾島體育團，現在效力萬景峰體育團。

## 簡歷
鄭秀赫在2007年入選朝鮮國家足球隊參與2010年世界盃預選賽，並在對蒙古國家足球隊中以替補身分上陣並取得勝利，取得晉級第二輪預選賽出線席位 。另外，鄭秀赫曾代表朝鮮國家奧運足球隊參加2008年夏季奧林匹克運動會男子足球比賽預算賽，但在預算賽第三輪出局，其後參加2009年東亞運動會足球比賽，最後只獲得第四名。

## 國際賽進球
朝鮮U-23
| # | 日期          | 場地       | 對手 | 進球 | 比數 | 比賽                               |
| - | ------------- | ---------- | ---- | ---- | ---- | ---------------------------------- |
| 1 | 2007年3月28日 | 印度新德里 | 印度 | 0–2  | 0–2  | 2008年夏季奧林匹克運動會足球預選賽 |

## 連結
- 鄭秀赫在National-Football-Teams.com的資料